# Herinneringsmedaille ter gelegenheid van het Zilveren Jubileum van Koningin Elizabeth II van Groot-Brittannië
De Herinneringsmedaille ter gelegenheid van het Zilveren Jubileum van Koningin Elizabeth II van Groot-Brittannië (Engels: Queen Elizabeth II Silver Jubilee Medal) werd in 1977 ingesteld bij gelegenheid van het 25-jarig jubileum van Elizabeth II van het Verenigd Koninkrijk.
Het instellen van dergelijke herinneringsmedailles is traditie sinds de 19e eeuw. De medaille werd in het Verenigd Koninkrijk maar ook in Australië, Nieuw-Zeeland en Canada uitgereikt. 30.000 medailles werden gereserveerd voor het Verenigd Koninkrijk, 1507 voor Nieuw-Zeeland en 6870 voor Australië en 30.000 voor Canada.
Het lint is zilvergrijs met een brede blauwe ("garterblue") middenstreep en drie smalle rode strepen.

## Herinneringsmedailles in het Verenigd Koninkrijk en het Gemenebest
De Britse koning of koningin is hoofd van het Gemenebest van Naties en staatshoofd van de vroegere dominions. De positie van de Britse vorst is sinds de regering van koningin Victoria sterk gewijzigd. Wat eens bezittingen waren werden dominions en later zonder veel formaliteiten zijn of haar "other Realms", de andere koninkrijken. Deze landen werden steeds onafhankelijker van de regering in Londen. Deze verschuiving is ook herkenbaar in de onderscheidingen. In 1935 werd de Medaille voor het Zilveren Jubileum van George V nog overal in het uitgestrekte Britse Rijk verleend. Ook in 1952 werden nog overal in de wereld kroningsmedailles uitgereikt. Toen Elizabeth II haar zilveren jubileum vierde waren behalve de overgebleven kroonkolonies in het Brits Kroonbezit, de verspreide protectoraten, mandaten en territoria alleen de koninkrijken Nieuw-Zeeland, Australië en Canada over. Dat laatste land koos toen voor het eerst voor een eigen ontwerp hoewel het lint overal gelijk bleef. In 2002 werd de Medaille voor het Gouden Jubileum op dezelfde voet in de drie landen die inmiddels benadrukten dat Elizabeth II "Koningin van Canada", "Koningin van Nieuw-Zeeland" en "Koningin van Australië" was verleend. In 2012 was de staatsrechtelijke positie van Elizabeth II in Australië een aantal malen ter discussie gesteld. De Australische regering zag in 2012 van het uitreiken van jubileummedailles en datzelfde gebeurde nu ook in Nieuw-Zeeland.
Kroning 1952 · 
Zilveren jubileum 2002 · 
Gouden jubileum 1977 · 
Diamanten jubileum 2012